# Q & A
「Q & A」（キュー アンド エー）は、秦基博の19枚目のシングル。

## 解説
- 18thシングル「水彩の月」から約3か月ぶりのリリース。2015年第2弾シングル。
- 初回生産限定盤は、スペシャルブックレット付属。
- 対象店舗で購入すると、アナザージャケットが先着でプレゼントされた。

## チャート成績
- 9月21日付のオリコン週間ランキングでは初動7千枚を売り上げ、週間17位にランクインした。

## 収録曲
- （全作詞・作曲・編曲：秦基博）（特記除く）

1. Q & A
  - 松竹配給映画『天空の蜂』主題歌
2. 恋はやさし野辺の花よ（作詞：F.Zell・R.Genee、訳詞：小林愛雄、作曲：Franz von Suppe）
  - クラシエホームプロダクツ「いち髪」CMソング
3. Dear Mr. Tomorrow（with String Quartet）
  - 13thシングル曲をリアレンジしたもの。
4. Q & A（backing track）